# Montaigu-le-Blin
 Montaigu-le-Blin  ist eine französische Gemeinde mit 301 Einwohnern (Stand 1. Januar 2022) im Département Allier in der Region Auvergne-Rhône-Alpes. Sie gehört zum Arrondissement Vichy und zum Kanton Saint-Pourçain-sur-Sioule.

## Geografie
Die Gemeinde umfasst 12,96 km² und liegt 12 km nordöstlich von Lapalisse und etwa 20 km nördlich von Vichy.

## Geschichte
Eine erste Erwähnung findet sich im 10. Jahrhundert als Monte Acuto.

### Bevölkerungsentwicklung
| Jahr                       | 1962 | 1968 | 1975 | 1982 | 1990 | 1999 | 2006 | 2016 | 2019 |
| Einwohner                  | 473  | 531  | 475  | 425  | 374  | 356  | 308  | 306  | 297  |
| Quellen: Cassini und INSEE |      |      |      |      |      |      |      |      |      |

## Sehenswürdigkeiten
Siehe auch: Liste der Monuments historiques in Montaigu-le-Blin
- Reste einer Bourbonen-Burg (13./14. Jahrhundert) auf einer Anhöhe: massive Türme, doppelte Mauerzüge, Donjon; zu ihren Füßen ein Kastell des 19. Jahrhunderts
- Manoir (Herrensitz) de Poncenat (15. Jahrhundert): Reste aus der Zeit vor der Zerstörung in der Französischen Revolution: Turm, Brunnen
- Manoir (Herrensitz) de La Jarousse (15. Jahrhundert, später umgebaut)
- Château La Bolaize
- Logis du Puy-Digon (16. Jahrhundert), de La Boulaize (17. Jahrhundert), de Chez-Presle (18. Jahrhundert), des Morets und du Riage (ebenfalls 18. Jahrhundert)
- Place publique / Place de Montaigu-le-Blin mit Baumbestand vom Anfang des 19. Jahrhunderts
- Kirche Notre-Dame (Chor des 15. Jahrhunderts, ansonsten neuromanisch)
- Alte Kirche Notre-dame-de-Ciernat (romanisches Kirchenschiff, gotischer Chorraum)
- Kirche Saint-Anne
- Musée rural Montacutain, Museum im Rathaus zur Geologie, Paläontologie und Archäologie der Region
- Carrière calcaire, Kalkstein-Steinbruch

## Persönlichkeiten
- Jo Moutet, Komponist (20. Jahrhundert)